# Célestin Kodet Dadié
Pour les articles homonymes, voir Dadié.
 (octobre 2008).
Célestin Kodet Dadié (mort le 21 février 2008) est un homme politique iIvoirien.
Très actif en France au sein du Mouvement d'initiatives pour les Droits démocratiques (MIDD) dès 1978, il continua à militer avec le FPI à son retour en Côte d'Ivoire en 1994.
Il était maire de la ville de Divo depuis le 21 mars 2001.